# Spitz-Meister
Als Spitz-Meister (engl. Spitz-Master) wird ein mittelalterlicher Buchmaler bezeichnet, der von ungefähr 1415 bis 1440 in Frankreich, wohl zuerst in Paris, tätig war. Der namentlich nicht bekannte Künstler erhielt seinen Notnamen nach einem Stundenbuch, das nach einem Besitzer in der Neuzeit heute als “Spitz Hours” bezeichnet wird. Das Werk steht stilistisch dem Werk der Gebrüder Limbourg nahe, so hat der Meister einige ihrer Motive so klar übernommen, dass seine Ausbildung oder Tätigkeit in deren Werkstatt oder dem engen Umkreis der Brüder vermutet werden kann. Zu dem Manuskript der “Spitz Hours” hat der Spitz-Meister 18 der 22 Bilder beigetragen, die anderen vier stammen vom Meister des Harvard Hannibal und dem Meister des Guy de Laval, zwei anderen Buchmalern. Auch bei einigen anderen hauptsächlich dem Spitz-Meister zugeschriebenen Werken sollen diese namentlich nicht bekannten drei Buchmaler zusammengearbeitet haben.